# Ekiga
Ekiga, anteriorment anomenat GnomeMeeting, és un programa lliure per a fer videoconferències i telefonia per IP per a GNOME. Utilitza el maquinari o programari compatible amb H.323 (com ara Microsoft Netmeeting) i està lliurat amb llicència GPL. A més està disponible per a sistemes Unix i Windows
Permet totes les característiques modernes d'una videoconferència com el suport de proveïdor intel·ligent o trucades de telefonia des de l'ordinador a un telèfon.
Per al seu correcte funcionament s'ha de tenir un compte SIP, que pot crear-se des del lloc ekiga.net.
Per altra banda per a poder fer trucades a telèfons convencionals des del PC s'ha de disposar d'un compte amb algú servidor de telefonia per internet VoIP. El mateix programa recomana el proveïdor Diamondcard Worldwide Communication Service, encara que existeixen molt més com ara VoIPBuster. Este darrer servei no és gratuït sinó que s'ha de pagar al proveïdor en funció del lloc de destí i les tarifes del servidor.

## Característiques
Interfície d'usuari
- Llibreta d'adreces i marcador ràpid
- Marcador de URLs i H.323
- Històric de trucades avançat
- Videoconferència a pantalla sencera
- Modes "Contesta automàticament" i "No molesteu"